# SEAT Panda
De SEAT Panda is een automobiel uit het A-segment, geproduceerd voor de Spaanse markt door SEAT. De oorsprong van de SEAT Panda is terug te vinden in Italië, alwaar Giorgetto Giugiaro het ontwerp voor FIAT maakte. Al sinds een lange tijd fabriceerde SEAT modellen van FIAT onder een licentie, met als gevolg dat in de jaren 70 en 80 van de 20e eeuw veel van de modellen van SEAT veel overeenkomsten vertoonden met de Fiat Panda.

## Historie
In 1980 presenteerde Fiat de Panda, en werd er besloten om voor de Zuid-Europese landen de productie ook plaats te laten vinden in Spanje. In Italië werden de Panda 30 en 45 gebouwd, waarvan de laatste voor export bestemd was. Omdat de vraag naar de auto relatief laag was, werd besloten om de productielijn in Spanje tevens te gaan gebruiken voor de productie van een ander export model: de Fiat Panda 34. SEAT noemde deze auto voor de thuismarkt SEAT Panda 35. Waar dit verschil vandaan kwam is niet geheel duidelijk. Voor de eigen markt werd ook de Panda 45 geleverd, en enkele jaren later de 40, geboren uit milieu-overwegingen. Door de montage van een katalysator werd het vermogen gereduceerd tot een 41PK.
Toen de licentieovereenkomst tussen SEAT en FIAT in 1986 ophield met bestaan, en de Panda nog altijd onverminderd populair was, werd besloten om de auto aan te passen. In overleg met FIAT ontstond de SEAT Marbella. Technisch bleef de auto gelijk, maar qua uiterlijk werden er enkele aanpassingen aan de carrosserie gedaan om problemen met copyright te voorkomen.
Naast de SEAT Panda bouwde het bedrijf ook nog een bestelwagen: de SEAT Trans. Na beëindiging van de licentieovereenkomst werd deze auto hernoemd tot SEAT Terra, en kwam deze naast de Marbella op de Europese markt terecht.
De SEAT Panda is echter (naast het exportmodel Panda 34) nooit op de Europese markt verkocht.